# Połączenia pocztowe Dolnego Śląska
Od wczesnego średniowiecza Wrocław i Dolny Śląsk posiadał pocztowe połączenia z Nysą, Otmuchowem i Rzymem poprzez działające tu najwcześniej poczty klasztorne. W XIV w. urządzono pierwsze poczty prywatne i połączenia pocztowe →poczt kupieckich, pieszych, z Legnicą, Brzegiem, Opolem, Nysą i dalej z Pragą i Gdańskiem. W ciągu XVI w. poszerzyła się komunikacja z Norymbergą (1573), Lipskiem (1596) i Krakowem. W XVI/XVII w. Wrocław posiadał kolejne połączenia poczty pieszej z Gdańskiem, Toruniem i Poznaniem. Po utworzeniu w 1578 Komory Śląskiej nastąpił rozwój połączeń pocztowych związanych m.in. z dworem cesarskim oraz książęcymi siedzibami Piastów. Książę brzeski Jan Chrystian utworzył połączenia z Legnicą, zaś ks. brzesko-legnicki Fryderyk - z Brzegiem, Nysą, Opolem, Raciborzem, Cieszynem i Przełęczą Jabłonkowską. Po zajęciu przez Fryderyka II Śląska została utworzona na tych terenach poczta saska. 16 lipca 1625 roku uruchomiono pierwszą na Dolnym Śląsku regularną linię poczty konnej zwyczajnej (Ordentliche Post) na odcinku Wrocław – Praga – Wiedeń. Wówczas utworzono urząd naczelnego pocztmistrza Wrocławia, co świadczyło z dużej pozycji poczty śląskiej w Rzeszy. Nastąpił też rozwój regularnych połączeń pocztowych Wrocławia i Dolnego Śląska z Wiedniem (od 1632), Berlinem (od 1662), Warszawą (od 1670), Pragą (od 1675) i Lipskiem (od 1694). Ok. 1685 uruchomiono szybką pocztę dyliżansową z Hamburga do Wrocławia. W XVIII w. z inicjatywy Komory Śląskiej powstały kolejne połączenia poczty państwowej z Berlinem i Lipskiem. W 1706 uroczyście otworzono trakt pocztowy z Drezna przez Wrocław do Warszawy. W XIX w., wraz z rozwojem kolei żelaznych zaczęto wymianę poczt dyliżansowych, kurierskich i pieszych i coraz częściej korzystać zaczęto z usług kolejowych. Pierwszą na Śląsku kolej żelazną otworzono w 1842 i połączyła ona Wrocław z Oławą. Od 1 lipca 1945 Dolny Śląsk otrzymał lotnicze połączenia pocztowe. Do 1950 z Warszawą, Katowicami, Łodzią i Legnicą.